# 水菜
水菜（學名：Brassica rapa subsp. nipposinica），也称京菜、京水、京水菜、京都水菜，為十字花科蕓薹屬的栽培植物，属于分蘖菜/多头菜。

## 類型
- 壬生菜（羅馬化：mibuna；學名：B. rapa subsp. nipposinica var. nipposinica）也叫壬生水菜、丸葉水菜[2]
- 水菜（羅馬化：mizuna；學名：B. rapa subsp. nipposinica var. laciniifolia）[2]